# Bercaeopsis fattigi
Bercaeopsis fattigi är en tvåvingeart som först beskrevs av Carroll William Dodge 1956.  Bercaeopsis fattigi ingår i släktet Bercaeopsis och familjen köttflugor. Inga underarter finns listade i Catalogue of Life.